# نظام (ستاره)
نظام یا اپسیلون جبار یک ستارهٔ آبی بزرگ در صورت فلکی شکارچی است که در رده‌بندی بایر با (ε Ori / ε Orionis) و در رده‌بندی فلمستید با ۴۶ شکارچی شناخته می‌شود.
۳۰مین ستاره درخشان آسمان و ۴مین ستاره درخشان شکارچی است 